# Romeo und Julia (2013)
Romeo und Julia ist der Titel einer 2013 produzierten Literaturverfilmung nach dem gleichnamigen Drama Romeo und Julia des britischen Dramatikers William Shakespeare. Wie bereits bei vielen früheren Adaptionen des Stoffes wird dabei die poetische Sprache der Dialoge auch hier angewendet. Der Film feierte am 11. Oktober 2013 in Großbritannien Premiere.

## Handlung
Zwei Familien aus Verona – die Capulets und Montagues – bekriegen sich. Auf einem Maskenball, den Lord Capulet veranstaltet, verliebt sich der junge Romeo, ein Montague, in Julia, die Tochter von Lord Capulet. Kurz darauf tötet in einem Duell Romeo Tybalt, Julias Cousin und wird daraufhin aus Verona verbannt. Julia soll den arrogantem Prinzen Paris heiraten. Doch die Liebe zwischen Romeo und Julia ist stärker als die Konflikte der beiden Familien. Am Ende kommt es zum bekannten Finale und dem Suizid der beiden Protagonisten.

## Hintergrundinformationen
Der Film, der in Zusammenarbeit des Vereinigten Königreichs mit Italien und der Schweiz entstand, wurde an verschiedenen Schauplätzen in Italien gedreht. Neben den Cinecittà Studios in Rom wurde auch an den Originalschauplätzen des Dramas in Verona und Mantua gedreht.
Der Film ist die erste Filmproduktion der 'Swarovski Entertainment'. Er enthält Produktplatzierungen der 'eigens geschaffenen Romeo und Julia Schmucklinie'.

## Rezeption
Die Filmbewertungs-Website Rotten Tomatoes zählte 20 positive und 68 negative Rezensionen des Films, die Seite Metacritic vier positive, 16 gemischte und zehn negative (Stand 30. Dezember 2017).

## Synchronisation
- Romeo Montague: Constantin von Jascheroff
- Julia Capulet: Manja Doering
- Bruder Lorenzo: Lutz Schnell
- Prinz von Verona: Detlef Bierstedt
- Lord Capulet: Frank Röth
- Lady Capulet: Antje von der Ahe
- Lord Montague: Leon Boden
- Lady Montague: Heide Domanowski
- Prinz Paris: Mario von Jascheroff
- Benvolio: Dirk Petrick
- Tybalt: David Nathan
- Mercutio: Tobias Nath
- Amme: Katharina Koschny
- Apotheker: Uli Krohm
- Novize: Christian Zeiger
- Peter: Rainer Gerlach
- Rosalinde: Sarah Riedel